# Prostitución en Túnez

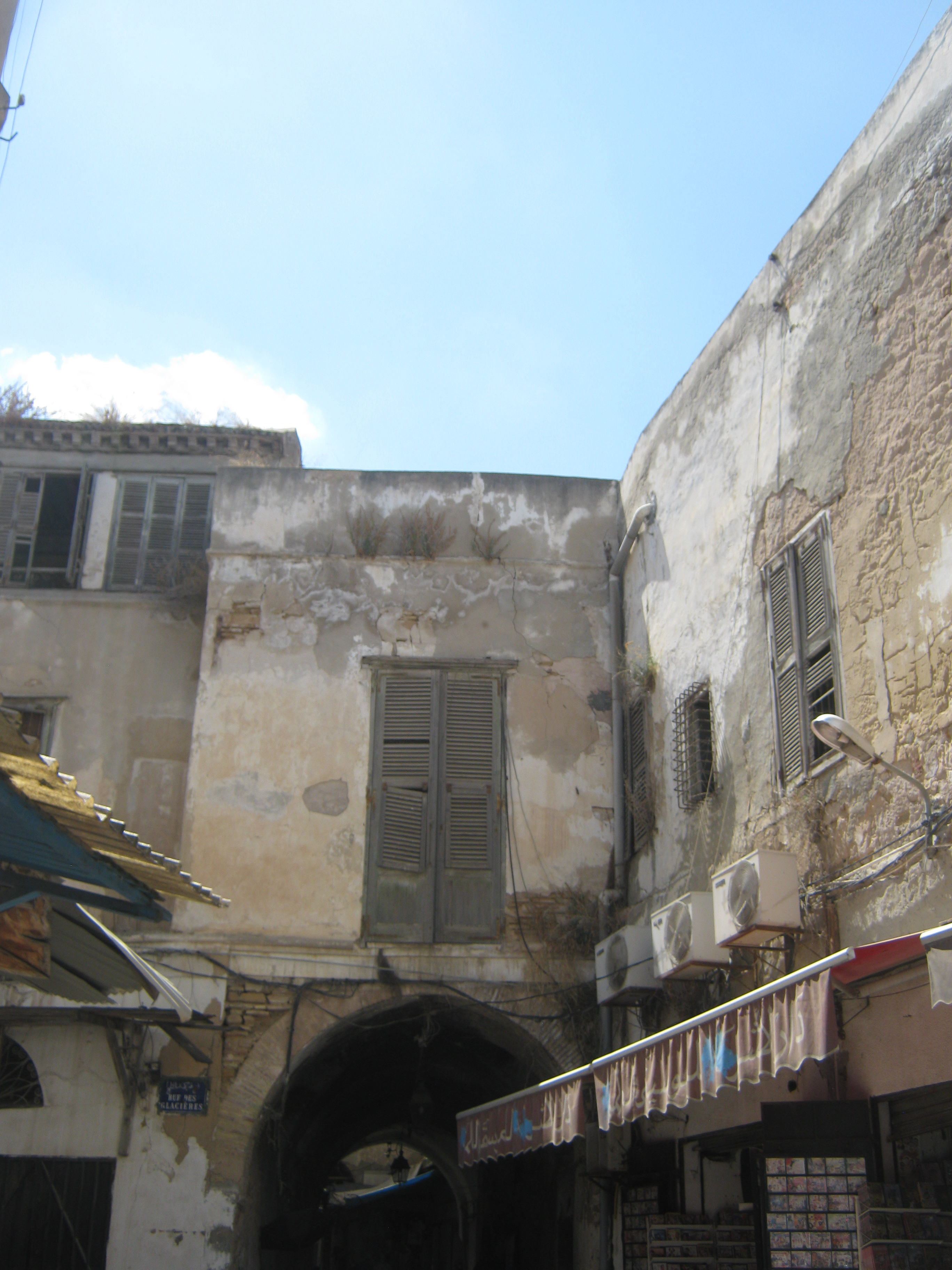
Imagen de la entrada al barrio rojo tunecino de Sidi Abdallah Guech, una de las dos únicas zonas en el país donde la prostitución está permitida.

La prostitución en Túnez se encuentra regulada, y se limita a dos pequeñas zonas, una en Sfax y la otra, Sidi Abdallah Guech, el barrio rojo legal de Túnez. Fuera de estas dos zonas, es ilegal. Aunque el número de prostitutas registradas es bajo, muchas trabajan ilegalmente, sobre todo desde el cierre de la mayoría de los barrios rojos como consecuencia de la Revolución de los Jazmines en 2011. ONUSIDA estima que hay alrededor de 25 000 prostitutas en el país. Las trabajadoras sexuales y las ONG denuncian que la aplicación de la ley es abusiva, incoherente y corrupta.

## Historia
Durante el periodo otomano en Túnez, las prostitutas pagaban impuestos según su aspecto; cuanto más guapa era la mujer, más tenía que pagar.
Túnez se convirtió en protectorado francés en 1881. En 1883, la Convención de La Marsa hizo aplicable la ley francesa en Túnez. En aquella época, los burdeles y la prostitución eran legales en Francia y, por tanto, también en Túnez. La primera maison de tolérance (burdel) apareció en Túnez en 1882. En 1889 se introdujo un sistema de regularidad y se hicieron obligatorios los exámenes médicos quincenales de las prostitutas para intentar frenar la propagación de la sífilis.
Durante la ocupación alemana de Francia en la Segunda Guerra Mundial, se presionó al gobierno de Vichy para que regulara aún más la prostitución con el fin de evitar la propagación de enfermedades de transmisión sexual entre las tropas alemanas. El gobierno tunecino, que seguía bajo el control de la Francia de Vichy, legalizó en 1942 el estatus de las trabajadoras del sexo como fonctionnaires (funcionarias).. Sin licencia, la prostitución se convirtió en ilegal. Los clientes de las prostitutas ilegales también eran criminalizados como cómplices. En la mayoría de las ciudades había zonas de prostitución reguladas.
Tras la ocupación de Túnez por las fuerzas del Eje en la Segunda Guerra Mundial, al igual que en otros territorios ocupados, se crearon burdeles militares, a menudo con judíos internados.
En 1977, el Ministerio del Interior tunecino modificó el decreto de 1942 para reflejar la evolución social y legislativa que había experimentado el país.

### Revolución de los Jazmines
Antes de la revolución tunecina de 2011, había unas 300 trabajadoras del sexo legales en unas doce zonas, entre ellas Túnez, Sfax, Susa, Gabes y Cairuán. Tras la revolución, el gobierno islamista hizo la vista gorda ante la acción fundamentalista contra los barrios rojos. Muchos fueron incendiados; en otros, las prostitutas fueron desalojadas y los edificios destrozados. Se cerraron todos menos los de Túnez y Sfax, que se salvaron gracias a la acción de los vecinos, que impidieron que los fundamentalistas entraran en las zonas hasta que llegaron la policía y los militares.
En 2014 hubo una petición al Ministerio del Interior para que permitiera reabrir el barrio rojo de Susa, pero no prosperó.

## Tráfico sexual
Túnez es país de origen, destino y posible tránsito de hombres, mujeres y niños víctimas de la trata con fines sexuales. Según un estudio de referencia publicado en 2013, los jóvenes tunecinos son objeto de diversas formas de trata. Las organizaciones internacionales informan de una mayor presencia de niños de la calle y niños rurales que trabajan para mantener a sus familias en Túnez desde la revolución de 2011; según el estudio de referencia, estos niños son vulnerables a la trata con fines sexuales. Según los informes, las mujeres tunecinas han sido obligadas a prostituirse bajo falsas promesas de trabajo tanto dentro del país como en otros lugares, como Líbano, Emiratos Árabes Unidos y Jordania. En 2016, el Ministerio de Justicia informó de 22 procesamientos relacionados con la prostitución forzada.
La Oficina de Vigilancia y Lucha contra la Trata de Personas del Departamento de Estado de los Estados Unidos clasificó en 2023 a Túnez como país de "nivel 2".